# ألان باركس
ألان باركس (بالإنجليزية: Alan Parkes)‏ (12 يناير 1929 في المملكة المتحدة - 1 أبريل 2013 في المملكة المتحدة) هو لاعب كرة قدم بريطاني في مركز الهجوم. لعب مع تشارلتون أثلتيك وتونبريدج أنغلز ونادي سندرلاند وMurton A.F.C. ‏ ودارلينجتون إف سى.